# HD 3311
HD3311 є хімічно пекулярною зорею
спектрального класу
A1 й має видиму зоряну величину в
смузі V приблизно  8.9.
.